# Hristijan Kirowski
Hristijan Kirowski (mac. Христијан Кировски; ur. 12 października 1985, Jugosławia) – macedoński piłkarz, grający na pozycji napastnika, reprezentant Macedonii.

## Kariera piłkarska

### Kariera klubowa
Rozpoczął karierę piłkarską w klubie Wardar Skopje, skąd w 2002 przeszedł do OFK Beograd. Zimą 2005 został wypożyczony do ukraińskiego Metałurha Zaporoże. Rozegrał tylko 6 meczów i powrócił ojczyzny, gdzie został piłkarzem Makedoniji GP Skopje. Potem przeniósł się do cypryjskiego Ethnikos Achna. Zimą 2007 przeszedł do rosyjskiego Łucz-Eniergija Władywostok, występował w meczach towarzyskich, jednak nie trafił do listy piłkarzy w mistrzostwach Rosji. Dlatego powrócił do Vardaru. W sierpniu 2007 podpisał kontrakt z Karpat Lwów. 31 sierpnia 2007 doznał kontuzji, a potem leczył się, występując jedynie w drugiej drużynie Karpat (1 bramka w 6 meczach). W lutym 2008 był testowany w Worskle Połtawa, po czym podpisał kontrakt z klubem. Potem bronił barw Rabotniczki Skopje. W lutym 2009 został kupiony za 300.000 € do rumuńskiego FC Vaslui. W 2010 roku odszedł do FK Skopje, a w 2011 roku został zawodnikiem Apollonu Limassol. Następnie grał w Hapoel Ironi Nir Ramat ha-Szaron i Iraklisie Saloniki. W 2013 roku przeszedł do CSKA Sofia. 15 stycznia 2014 został piłkarzem GKS Bełchatów, podpisał półroczną umowę z opcją przedłużenia o rok. W lipcu 2014 został przeniesiony do drużyny rezerw GKS Bełchatów.

### Kariera reprezentacyjna
Występował w juniorskiej i młodzieżowej reprezentacji Macedonii. W 2010 r. zadebiutował w kadrze seniorskiej.